# Ordre de l'Amitié (Corée du Nord)
Pour les articles homonymes, voir Ordre de l'Amitié.
L’ordre de l'Amitié est une distinction créée le 25 juillet 1985, décerné par le gouvernement de la Corée du Nord. Il est réservé aux étrangers. L'ordre comporte deux classes.

## Grades

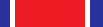
Ruban de l'ordre